# サディ (ベルガリアード物語)
サディ（Sadi）は、デイヴィッド・エディングスのファンタジー小説『ベルガリアード物語』および『マロリオン物語』に登場する架空の人物。

## 人物概略
ニーサの女王サルミスラ（Salmissra）に仕える宦官の長。《ムリンの書》に代表される『光の予言』において【男ならぬ男】と呼ばれ、マロリオンで探索の旅の仲間となる。特徴としては、
- スキンヘッドで、生えてきた頭髪を剃るのが日課。ニーサにいるときは虹色のローブを身にまとっている。
- 背丈が大きい割に甲高い声を出す。
- メスの毒蛇ジス（Zith）の入った壷と数種類の薬が入った赤い箱を常備している。
- 薬（とくに麻薬や毒薬）に関する知識が豊富。
- 若い頃は奴隷商人として生計を立てていた。
- 武器は刀身の先端に毒を塗った短剣。

である。

## 人間性
家族のほとんどが物乞いという劣悪な身分から宦官のリーダーまでのし上がった『たたき上げ』であるだけのことはあり、敵を消すのは得意中の得意である。『敵』とみなした者には手抜かりなくとどめを刺す。その情け容赦のない行動をガリオン（Garion）に指摘されることもあるが、本人は気にしない。隙を見せたら殺される――そんな状況で培われた本能が、ニーサの宮殿で彼を生きながらえさせたといえよう。
また知略に富み、他国の政局にも通じている。ナルシストで宮殿の外に出たがらないサルミスラの代わりに政治（特に外交）を仕切るだけのことはあり、国家を治める才能に長けている。女王の命令には忠実に従い、ニーサを混乱におとしいれるようなまねは決してしない。
だが、彼は決して冷血漢ではない。ニーサ人の暗殺者イサス（Issus）をいたく重用し、ペットのジスを娘のように可愛がっている。そして、ほかの家族と同じみずぼらしい生活を送らせないために宦官の身体にした母に感謝している。ユーモアもあり、恐怖や怒りといった感情をあらわにすることもある。ちなみに、予言にある呼び名にいちばん衝撃を受けたのは彼である。
本当の意味での有能な政治家、それがサディなのであろう。

## 『ベルガリアード物語』での活躍
この作品では、サディは悪役として登場する。
ガリオン一行がニーサの首都スシス・トールに立ち寄った際、イサスにガリオンを誘拐するよう命じる。目が覚めたガリオンに数種類のニーサ製の薬を飲ませ、催眠状態におとしいれる。かろうじて自己を保っているガリオンをサルミスラに差し出すと、ガリオンの容貌に女王はいたく満足する。しかし、ガリオンの『おば』で女魔術師のポルガラ（Polgara）が宮殿に現れてから事態は急変、彼女の魔術でサルミスラが変貌する光景を見てしまう。以後、彼は毒蛇になった女王に仕えることとなる。
《アルダーの珠》を奪還してリヴァ国王ベルガリオン（Belgarion）となったガリオンのトラク（Torak）征伐を成功させるため、西方諸国が始めた対アンガラク戦争には参戦しない道を選んだ。同じく（表面上）参戦しなかったトルネドラ帝国と手を組んだり、マーゴ人の大使を暗殺することで、終戦後もニーサの地位を保てる方法で中立の立場に立ったのである。
終戦後、トラクを討ったガリオンとトルネドラ皇女セ・ネドラ（Ce'Nedra）の結婚式に、ニーサの来賓として参加する。新婦の父にしてトルネドラ皇帝のラン・ボルーン23世（Ran Borune XXIII）と談笑する光景が見られた。

## 『マロリオン物語』での活躍
息子ゲラン（Geran）と彼を誘拐した《闇の子》ザンドラマス（Zandramas）を追ってスシス・トールに入ったガリオン一行は、イサスに導かれてサディに会うことになる。自身が犯した些細なミスが原因で宮殿を追われ、今はお尋ね者になっていたのである。彼はガリオンたちにザンドラマスに関する情報を与える。それを聞いたガリオンとポルガラはサルミスラのもとを訪れ、ザンドラマスに関する重要な情報を手に入れる。
さらに、彼はガリオンたちにある提案をする。それは奴隷商人に変装してクトル・マーゴスに潜入するというものだった。マーゴ人にとってはガリオンは崇拝する神トラクを倒した『敵の中の敵』。ガリオンはクトル・マーゴス国内で自由に動き回ることができないのである。一行がその提案を受け入れると、彼は一行をクトル・マーゴスに導く。クトル・マーゴスが誇る暗殺組織ダガシの本拠地カーシャを経て、予言書の一部の写本があるラク・ウルガに行くことに成功する。最初は疑心暗鬼だったガリオンの『祖父』ベルガラス（Belgarath）も、次第に彼を信用していくようになる。
しかも、サディはクトル・マーゴスの王ウルギット（Urgit）の旧友である。ガリオン一行が窮地におちいったとき、ウルギットが彼らに救いの手を差し伸べたのもそのためである。ウルギットの宮殿に招かれたとき、猜疑心にさいなまれたウルギットらからシルク（Silk）を擁護した（ちなみに、宮殿に世話になるようになってからリセル（Liisele）がジスと仲良くなり始めたのでやきもきするようになる）。また、ウルギットと別れた後、森林で《死体喰い》の存在が伝説ではないことを仲間たちに告げ、彼らを救った。
ヴァーカト島にある村の住民とトス（Toth）に隠れ場所をマロリー軍に知らされ、囚われの身となったガリオン一行は、マロリー皇帝カル・ザカーズ（Kal Zakath）が滞在するクトル・マーゴスのラク・ハッガに連行される。彼はその間、ポルガラとともに病人の治療や診断にあたる。まずは道中、原因不明の意識障害におそわれたセ・ネドラに薬オレトを投与し、彼女の治療にあたる。次にザカーズが解毒剤がなく、おまけに致死率の高いニーサ製の毒薬ザロットで中毒を起こしていることを突き止める。やがて、ふたりともポルガラやガリオンたち魔術師の手で快方に向かう。
　
ザカーズとともにマロリーの首都マル・ゼスへ向かったガリオン一行だったが、探索の旅を続けるため、マル・ゼスから脱出しようとする。サディはシルクやリセルとともに脱出のための作戦を考えたり、マロリー軍の物資調達事務局を併合しようともくろむヴァスカ男爵（Vasca）と手を組んでみたり、とその機転の良さとずる賢さをフルに発揮する。
どうにかマル・ゼスから脱出したガリオン一行は、カランダ七王国の一つカタコールを目指す。カタコールにあるアシャバのトラク神殿に向かうためである。一行は、そこでザンドラマスと対峙するトラクの弟子・ウルヴォン（Urvon）や側近のハラカン（Harakan）の姿を見つける。サディはリセルがハラカンを殺害するためにとった行動を非難する一方、ガリオンたちが斬りつけたグロリムたちに毒を塗った短剣でとどめをさす。
カランダ七王国を横断し、メルセネ帝国の首都メルセナ・ダーシヴァ・ケルを経て、旅の仲間を全員揃えたガリオン一行は、女予言者シラディス（Cyradis）の指示を受け、予言に登場する『もはや存在しない場所』に向かうべくペリヴォー島に向かう。シラディスによると、旅に加わった仲間たちは全員かならず何らかの使命を果たすという。サディはここペリヴォー島で自身の使命を果たすこととなる。
使命を果たした後も、サディはほかの仲間と同様、ガリオンとともに『もはや存在しない場所』を目指す。そして、毒の塗られた短剣を手に、ザンドラマスの配下のグロリムと戦い、《光と闇の最終対決》の行方を見届けることとなる。
すべてが終わった後、ペリヴォー島に戻ったガリオン一行は、西方大陸および東方大陸の国家間の講和条約『ダル・ペリヴォーの講和』を締結する。サディはニーサ代表として講和条約に署名し、スシス・トールへ戻る。サルミスラのために講和条約の書類を持って帰ったとき、意外な出来事が彼を待っていた。